# Класифікація автомобільного транспорту
Автомобільний рухомий склад за призначенням поділяють на:
- Вантажний
- Пасажирський
- Спеціальний

## Система класифікації автотранспортних засобів (АТС) СРСР 1945 року
Перша єдина система класифікації автотранспортних засобів в СРСР почала діяти в 1945 році. Автомобілям присвоювалися позначення, які включали:
1. Абревіатура заводу-виробника;
2. Порядковий номер моделі, згідно визначеного нормативами діапазону для заводу(ів)-виробника(ів) (через риску);
3. Літерно-числовий індекс модифікації;
4. Найменування або шифр.

Наприклад: МЗМА-412ІЕ «Москвич» — автомобіль, виробництва Московського заводу малолітражних автомобілів, який відповідає європейським нормам безпеки та дозволений для експорту — в просторіччі Москвич-412
| Діапазон  | Завод | Приклад                       |
| --------- | --- | ----------------------------- |
| 1 — 99    | ЗІМ — Нижньогородський автомобільний завод імені В. М. Молотова (по 1956 рік, перейменований) ГАЗ — Горьковський автомобільний завод імені В. М. Молотова                                                                | ЗІМ-12 ГАЗ-13 «Чайка»         |
| 100 — 199 | ЗІС — 1-й державний автомобільний завод імені Йосипа Віссаріоновича Сталіна (по 1956 рік) ЗІЛ — Московський двічі ордена Леніна ордена Трудового Червоного Прапора автомобільний завод імені Івана Олексійовича Лихачова | ЗІС-110 ЗІЛ-111               |
| 200 — 249 | ЯАЗ — Ярославський автомобільний завод (по 1956 рік) КрАЗ — Кременчуцький автомобільний завод | ЯАЗ-210 КрАЗ-214              |
| 250 — 299 | НАЗ — Новосибірський автомобільний завод (по 1948 рік) КрАЗ — Кременчуцький автомобільний завод | НАЗ-253 КрАЗ-260              |
| 300 — 349 | |                               |
| 350-399   | УралЗІС — Уральський автомобільний завод імені Сталіна (по 1948 рік) УралАЗ — Уральський автомобільний завод | УралЗІС-355 Урал-375Д         |
| 400-449   | МЗМА — Московський завод малолітражних автомобілів | МЗМА-400 «Москвич»            |
| 450-484   | УАЗ — Ульяновський автомобільний завод | УАЗ-450                       |
| 485-499   | ДАЗ — Дніпропетровський автомобільний завод (по 1951 рік) | ДАЗ-485                       |
| 500-549   | МАЗ — Мінський автомобільний завод БелАЗ — Білоруський автомобільний завод (з 1948 року) | МАЗ-500 БелАЗ-540             |
| 550-599   | ММЗ — Митищинський машинобудівний завод | ЗІС-ММЗ-585                   |
| 600-649   | КАЗ — Кутаїський автомобільний завод (з 1951 року) | КАЗ-600                       |
| 650-674   | ГЗА — Горьковський автобусний завод (по 1951 рік) ПАЗ — Павловський автобусний завод імені А. А. Жданова КАвЗ — Курганський автобусний завод імені 60-річчя Союзу РСР (з 1958 року)                                      | ГЗА-650 ПАЗ-652 КАвЗ-651      |
| 675-694   | ЛіАЗ — Лікінський автобусний завод | ЛіАЗ-677                      |
| 695-699   | ЛАЗ — Львівський автобусний завод | ЛАЗ-695                       |
| 700-899   | ОдАЗ — Одеський автоскладальний завод (з 1948 року) ЄрАЗ — Єреванський автомобільний завод (з 1965 року) Автопричепи різних заводів                                                                                      | ОдАЗ-885 ЄрАЗ-762             |
| 900-939   | |                               |
| 940-949   | АРТ — Тартуський авторемонтний завод | ТА-942                        |
| 950-964   | |                               |
| 965-974   | Автомобільний завод «Комунар» (по 1961 рік) ЗАЗ — Запорожский автомобильный завод ЛуАЗ — Луцький автомобілебудівний завод (з 1951 року)                                                                                  | ЗАЗ-965 «Запорожець» ЛуАЗ-967 |
| 975-999   | РАФ — Ризький завод автобусних кузовів | РАФ-977                       |

## Система автомобільної нумерації (ОН 025270-66) СРСР 1966 року
1966 року на підприємствах автомобільної промисловості СРСР була введена галузева нормаль ОН 025270-66, яка регламентує класифікацію і систему позначення автомобільного рухомого складу: починаючи з 1966 року кожній нової моделі автомобіля (причіпного складу) присвоюється індекс, що складається з чотирьох цифр, де перші дві цифри позначають клас автомобіля (причепа, напівпричепа) з робочим об'ємом двигуна для легкових автомобілів, по довжині для автобусів і по повній масі для вантажних автомобілів (причепів і напівпричепів). Класи 84, 94, 88 та 98 є резервними. Другі дві цифри — модель. Модифікації моделей мають додаткову п'яту цифру, що позначає порядковий номер модифікації. 6-я цифра - вид виконання: 1 — для холодного клімату, 6 — експортне виконання для помірного клімату, 7 — експортне виконання для тропічного клімату, 8 та 9 — резерв для інших експортних модифікацій. Деякі АТС мають у своєму позначенні через риску приставку 01, 02, 03 і т.д., що вказує на те, що модель або модифікація є перехідною або має додаткові комплектації. Перед цифровим індексом ставляться буквені позначення заводу-виготовлювача.
|                                                                       | Перша цифра індексу                   | Перша цифра індексу                               | Перша цифра індексу      | Друга цифра індексу    |
| Легковий автомобіль (за класом автомобіля та робочому об'єму двигуна) | Автобус (за габаритною довжиною авто) | Вантажний автомобіль (за повною масою автомобіля) | Тип транспортного засобу |                        |
| --------------------------------------------------------------------- | ------------------------------------- | ------------------------------------------------- | ------------------------ | ---------------------- |
| 1                                                                     | Особливо малий клас (до 1,2 дм3)      | —                                                 | до 1,2 т                 | Легковий автомобіль    |
| 2                                                                     | Малий клас (1,2 — 1,8 дм3)            | Особливо малий клас (до 5,0 м)                    | 1,2 — 2,0 т              | Автобус                |
| 3                                                                     | Середній клас (1,8 — 3,5 дм3)         | Малий клас (6,0 — 7,5 м)                          | 2,0 — 8,0 т              | Вантажний автомобіль   |
| 4                                                                     | Великий клас (понад 3,5 дм3)          | Середній клас (8,0 — 9,5 м)                       | 8,0 — 14,0 т             | Тягач                  |
| 5                                                                     | Вищий клас, не регламентується        | Великий клас (10,5 — 11,0 м)                      | 14,0 — 20,0 т            | Самоскид               |
| 6                                                                     | —                                     | Особливо великий клас (понад 11,5 м)              | 20,0 — 40,0 т            | Автоцистерна           |
| 7                                                                     | —                                     | —                                                 | понад 40,0 т             | Фургон                 |
| 8                                                                     | Причіп                                | Причіп                                            | Причіп                   | —                      |
| 9                                                                     | Напівпричіп (розпуск)                 | Напівпричіп (розпуск)                             | Напівпричіп (розпуск)    | Спеціальний автомобіль |

Наприклад, модифікація першої моделі легкового автомобіля Волзького автозаводу з модернізованим двигуном, робочий об'єм якого становить 1,5 дм3, індексується як ВАЗ-21016 з найменуванням «Жигулі»; 15-та модель автобусу особливо малого класу Бориспільського автобусного заводу, яка має габаритну довжину 5,68 метра, позначається БАЗ-2215 та іменується «Дельфін», а його модифікація з іншою шасі як БАЗ-22151 «Дельфін» тощо.

## Система класифікації автотранспортних засобів в Україні
По нині в Україні відсутня власна система класифікації автотранспортних засобів. 
Класифікація транспортних засобів згідно з Державним класифікатором України «Класифікація основних фондів» ДК-013-97 розподіляє всі засоби на:
- Автомобілі легкові
- Автомобілі вантажні
- Автомобілі спеціалізовані
- Автобуси та тролейбуси
- Корпуси та причепи автомобілів
- Обладнання автомобільне
- Мотоцикли та велосипеди[1]

Водночас, не всі виробники дотримуються нормалі прийнятої в Україні чи міжнародних нормативів в повному обсязі, зазвичай вводять кожен окремо свою систему позначення автомобілів.[джерело?]

## Основні критерії класифікації транспортних засобів

### Класифікація легкових автомобілів
Тип транспорту призначений для перевезення не більше 8 чоловік.
| За класом автомобіля (розміром) | За типом кузова | За робочим об'ємом двигуна |
| --- | --- | --- |
| - A-клас (особливо малий) - B-клас (малий) - C-клас (малий середній, компактний, гольф-клас) - D-клас (середній) - E-клас (верхній середній, бізнес-клас) - F-клас (верхній, представницький клас) | - Седани - Універсали - Хетчбеки - Лімузини - Пікапи - Мінівени - Мікровени - Мультивени - Купе - Кабріолети - Фаетон - Ландо | - Особливо малий (до 1,2 л) - Малий (1,2 — 1,8 л) - Середній (1,8 — 3,5 л) - Великий (понад 3,5 л) - Верхній (не регламентується) |

### Класифікація вантажних автомобілів
До вантажного автомобільного рухомого складу належать:
- Вантажні автомобілі
- Автомобілі-тягачі
- Причепи
- Напівпричепи

| За характером використання | За конструктивною схемою                    | За типом кузова | За вантажопідйомністю | За повною масою |
| --- | ------------------------------------------- | --- | --- | --- |
| - Загального призначення, кузови яких мають форму бортової платформи. - Спеціалізовані, кузови яких пристосовані для перевезення певних вантажів. | - Одиночні вантажні автомобілі - Автопоїзди | - Самоскиди - Бортові - Криті (Кунги) - Криті (Тентові) - Автоцистерни - Автоміксери - Авторефрижератори - Автовози - Контейнеровози - Тягачі | - Особливо малої (до 1 т) - Малої (1-3,5 т) - Середньої (3,5-15 т) - Великої (понад 15 т) - Особливо великої (понад 40т, — позадорожній автомобіль) | - 1 клас (до 1,2 т) - 2 клас (1,3—3 т) - 3 клас (3—5 т) - 4 клас (5—8 т) - 5 клас (8—16 т) - 6 клас (16—40 т) - 7 клас (понад 40 т) |

### Класифікація пасажирських (автобус) автомобілів
Транспорт, що призначається для перевезення 9 і більше чоловік, враховуючи водія.
| За габаритною довжиною | За призначенням                                                                                                 |
| --- | --- |
| - Особливо малий (до 5м) - Малий (6м — 7,5м) - Середній (8м — 9,5м) - Великий (10,5м — 12,0м) - Особливо великий (спарований) (16,5 м і більше) | - Міські - Приміські - Місцевого сполучення - Міжміські - Туристичні - Екскурсійні - Мікроавтобуси - Тролейбуси |

### Класифікація спеціальних автомобілів
- Автокрани
- Спортивні авто
- Перегонові авто
  - Боліди
- Карети швидкої допомоги
- Пожежні авто
- Автокрамниці
- Прибиральні авто
  - Снігоочисники
- Трактори
  - Багі
- Грейдери
- Екскаватори
- Бульдозери
- Бронеавтомобілі
- Амфібії
- Вантажні тролейбуси
- Авто, що мають ліцензію ADR для перевезення легкозаймистих вантажів
- Коток

## За ступенем пристосованості до роботи в різних дорожніх умовах
- Дорожні (звичної прохідності) — призначені для їзди по шляхах загальної мережі автодоріг
- Підвищеної прохідності — для їзди по дорогах з невідповідними нормами, а також по бездоріжжю
- Всюдиходи

## За загальною кількістю коліс і тягових коліс
(умовно позначають формулою, де перша цифра — число коліс авто, а друга — число тягових коліс (кожна пара здвоєних тягових коліс рахується за одне колесо)
- 4×2 — двохосьовий автомобільний транспорт з однією ведучою віссю
- 4×4 — двохосьовий автомобільний транспорт з обидвома тяговими осями (повноприводний)
- 6×6 — трьохосьовий автомобільний транспорт з трьома тяговими осями (повноприводний)
- 6×4 — трьохосьовий автомобільний транспорт з двома тяговими осями
- 8×4
- 8×6
- 8×8
- 10×4
- 10×6
- 10×8
- 10×10

## За кількістюосей
- 2-x осьові
- 3-x осьові
- 4-x осьові
- 5-x осьові
- 6-x осьові
- 7-x осьові
- 8-x осьові
- 10-x осьові

## За типом двигуна
- з дизельним
- з бензиновим
- з роторним двигуном
- з електродвигуном (Електромобіль)
- з газовим
- Паровий газотурбінний двигун
- Гібридне авто
- Водневе авто

## За складом
- Одинарні автомобілі
- Автопоїзди з причепом або напівпричепом.

## За приналежністю
- Загальні
  - Особисте авто
  - Державне авто
  - Комерційне авто
- Військові
  - Бронетранспортери
  - Танки
  - БМП

## За типом шасі
- Колісні
- Гусеничні